# Sora no Method
Sora no Method (天体のメソッドSora no Mesoddo) là một bộ phim hoạt hình Nhật Bản gồm 13 tập do Naoki Hisaya làm đạo diễn và sản xuất bởi Studio 3Hz. Loạt phim được phát sóng tại Nhật Bản từ ngày 5 tháng 10 đến ngày 6 tháng 12 năm 2014. Một phim ngắn được phát hành ngày 24 tháng 7 năm 2015. Một manga được vẽ bởi họa sĩ Yuka Namisaki đăng trên tạp chí Dengeki Daioh của ASCII Media Works. 

## Nội dung
Nonoka Komiya là một cô gái từng sống ở thành phố Hồ Kiriya (dựa trên hồ Tōya ở Hokkaido), nơi cô gặp một cô gái tóc xanh tên là Noel. Bảy năm sau, Nonoka trở lại thành phố, trong khi có một chiếc đĩa bí ẩn lơ lửng trên bầu trời và đoàn tụ với Noel, người hứa hẹn sẽ cho cô ấy điều ước.

## Nhân vật
Nonoka Komiya (古 宮 乃 々 香, Komiya Nonoka)
Lồng tiếng bởi: Shiina Natsukawa
Nhân vật chính của anime. Cô trở lại thị trấn Hồ Kiriya sau khi rời đi đến 7 năm mới quay lại. Cô sống với cha kể từ khi mẹ cô qua đời do một căn bệnh không rõ. Cô tốt bụng và rất chu đáo, đảm đương việc nhà cho người bố hậu đậu của mình. Việc cô không nhớ mọi thứ ở thị trấn đã gây ra nhiều rắc rối cho cô và cô cố hết sức để hàn gắn lại.
Noel (ノ エ ル, Noeru)
Lồng tiếng bởi: Inori Minase
Một cô gái tóc xanh bí ẩn mà Nonoka đã gặp bảy năm trước. Cuối cùng, cô bé được tiết lộ là chiếc đĩa mà Nonoka và bạn bè cô đã gọi. Cô bé vừa dễ thương, ngây thơ nhưng cũng rất vâng lời. Cô bé cố gắng để mong tình bạn của Nonoka và bạn bè cô trở lại như hồi xưa.
Yuzuki Mizusaka (水 坂 柚季, Mizusaka Yuzuki)
Lồng tiếng bởi: Aki Toyosaki
Một cô gái tràn đầy năng lượng nhưng cũng ngốc nghếch, cô rất ghét cái đĩa bay lơ lửng trên thị trấn của cô do nhiều lý do và cố gắng làm mọi cách kêu gọi mọi người xua đuổi nó (dù nó không thành công). Cô cũng có quan hệ không tốt với anh trai sinh đôi mình, Sōta và nhờ có Noel, Nonoka và Koharu nên cuối cùng cô đã làm lành với anh.
Sōta Mizusaka (水 坂 湊 太, Mizusaka Sōta)
Lồng tiếng bởi: Kaito Ishikawa
Người anh trai sinh đôi với Yuzuki có cảm tình với Koharu. Anh từng rất thân với em gái sinh đôi Yuzuki khi còn nhỏ cho đến khi một tai nạn xảy ra khiến mối quan hệ hai người càng ngày xa cách. Nhờ có Nonoka, Noel và Koharu nên mọi chuyện được giải quyết.
Koharu Shiihara (椎 原 こ は る, Shiihara Koharu)
Lồng tiếng bởi: Haruka Yoshimura
Một cô gái hiền dịu làm việc cho một cửa hàng địa phương, hầu hết là quảng cáo về chiếc đĩa bay lơ lửng kia. Cô đeo kính và buộc tóc bím hai bên, cô vẫn rất thân với Nonoka cho dù cô quên hết về cô.
Shione Togawa (戸 川 汐 音, Togawa Shione)
Lồng tiếng bởi: Mikako Komatsu
Một cô gái thích chụp ảnh. Cô ấy từng là bạn thân của Nonoka nhưng đã ghét cô sau khi cô chuyển đi mà không để ai biết. 

## Truyền thông

### Manga
Một manga được sáng tác bởi Naoki Hisaya và minh họa bởi Yuka Namisaki được đăng trên tạp chí Dengeki Daioh của ASCII Media Works vào giữa tháng 10 năm 2014 và tháng 3 năm 2015 với hàng loạt các vấn đề bị bỏ dở. Nó đã được báo cáo sau đó trong số tháng 12 năm 2015 rằng manga đã kết thúc do hoàn cảnh của tác giả. Một tankōbon đã được phát hành vào ngày 27 tháng 10 năm 2014.

### Anime
Bộ phim hoạt hình dài 13 tập do Studio 3Hz sản xuất được chiếu tại Nhật Bản trên kênh Tokyo MX từ 5 tháng 10 đến ngày 28 tháng 12 năm 2014 và được Crunchyroll phát sóng. Bộ phim được đạo diễn bởi Masayuki Sakoi và được viết bởi Hisaya Naoki với phần nhạc do Tatsuya Kato và thiết kế nhân vật bởi QP:flapper, với bộ đôi nghệ sĩ Koharu Sakura và Tometa Ohara. Tập phim hoạt hình thứ 7 đã được đưa vào đĩa Blu-ray / DVD phát hành vào ngày 24 tháng 7 năm 2015. Ca khúc mở đầu là "Stargazer" của Larval Stage Planning và ca khúc kết thúc là "Hoshikuzu no Interlude" (星 屑 の イ ン タ ー リ ュ ー ド) bởi Fhána. Sentai Filmworks đã cấp phép cho bộ phim phát hành ở Bắc Mỹ.